# Samostan Petrićevac
Samostan Presvetog Trojstva je rimokatolički samostan u banjalučkom naselju Petrićevac koji pripada franjevcima.

## Povijest
Godine 1866. kupljeno je zemljište u Petrićevcu, na lokalitetu Dudić. Izgradnja je započela 1873. pod vodstvom fra Stipe Radmana i fra Anđela Čurića. Po završetku radova 1875. prvi je uselio fra Antun Knežević, mjesni kapelan, iz sjedišta kapelanije u Rakovcu, a 1876. iz Ivanjske je preseljena franjevačka rezidencija. Tijekom zaposjedanja Bosne i Hercegovine i sukoba austrougarske i osmanske vojske 1878. zgrada je izgorjela. Franjevci su se ranije sklonili trapistički samostan Marija Zvijezda, potom prelaze u ljetnikovac Kumsale, a od 1979. do završetka radova na novoj zgradi 1882. borave u župnoj kući u Banjoj Luci. Zbog manjka prostora za smještaj 12 fratara, koliko je bilo potrebno za kanonsko uspostavljanje samostana, 1984. je zgrada proširena. Do proljeća sljedeće godine dovršena je i izgradnja crkve.
Samostan na Petričevcu kanonski je uspostavljen 18. listopada 1885. nakon što je ranije papa Leon XIII. dao dopuštenje za uspostavu samostana. Samostanska zgrada je obnavljana 1887., a u veljači 1928. je u potpunosti srušena jer nije mogla zadovoljiti sve potrebe redovničke zajednice. Krajem iste godine samostan je već bio useljen. Uz novi samostan, početkom 1930-ih izgrađena je i nova crkva s dva zvonika posvećena svetom Antunu Padovanskom, dok je samostan i dalje posvećen Svetom Trojstvu. U potresu 1969. samostan je teško oštećen, a crkva potpuno uništena. Svećenici su nakon potresa prvo boravili u autoprikolicama i u samostanskom podrumu, a nakon toga više od pet godina proveli su u montažnom objektu. Nova crkva dovršena je 1974. godine, a deset godina kasnije sagrađen je uz nju zvonik. Nakon izgradnje crkve, na mjestu srušenog samostana je izgrađen novi te useljen 1976.
Dana 7. svibnja 1995. crkvu i zvonik srušila su "naoružana uniformirana lica Republike Srpske", a samostan zapalili. Već 1996. započela je obnova samostana koji je 29. rujna 1997. obavljen i svečano blagoslovljen. Ostatci porušene crkve uklonjeni su 2003. pred dolazak pape Ivana Pavla II. Sredinom 2008. započela je izgradnja nove crkve na kojoj su grubi građevinski radovi dovršeni 2013. godine.

## Vanjske poveznica
- Župa i samostan Petrićevac